# Rhodometra desertorum
Rhodometra desertorum är en fjärilsart som beskrevs av Otto Staudinger 1914. Rhodometra desertorum ingår i släktet Rhodometra och familjen mätare. Inga underarter finns listade.